# Lazar Widemann
Lazar Widemann (také Widmann, Wideman, Widman; 13. prosince 1697, Plzeň, Habsburská monarchie – 29. ledna 1769, Křimice, Habsburská monarchie) byl český sochař a řezbář působící převážně v Čechách. Je zařazován mezi nejvýznamnější představitele českého vrcholně barokního sochařství. Byl nejvýznamnější a zřejmě nejtalentovanější z generace těsně navazující na Matyáše Bernarda Brauna. Pochován je u farního kostela ve Vejprnicích.

## Život

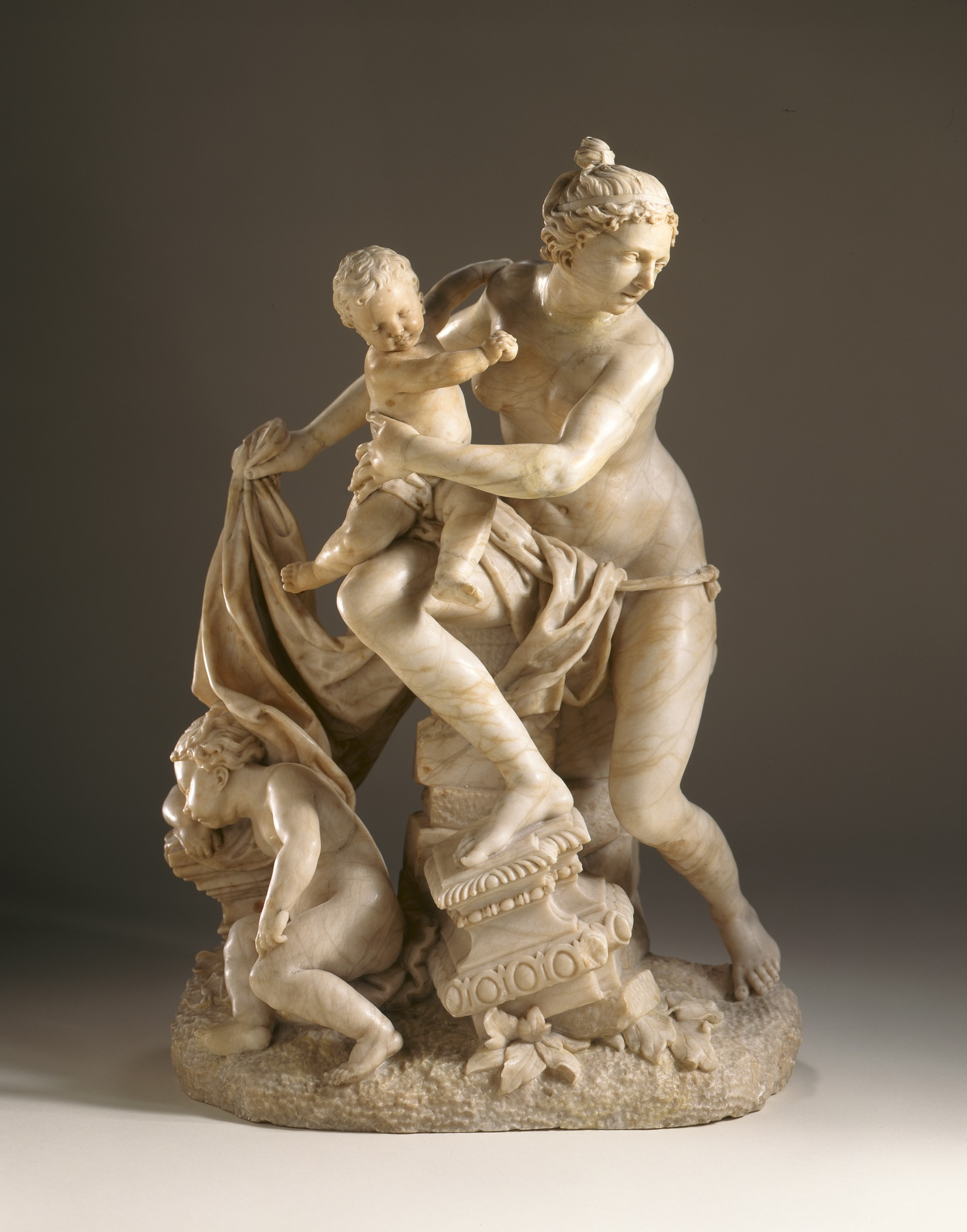
Alabastrová soška Létó se svými dětmi Apollónem a Artemis, Los Angeles County Museum of Art (kolem 1742)

Narodil se 13. prosince 1697 v Plzni, plzeňským měšťanům Kristiánovi a Markétě Widemannovým. Již od mládí spolupracoval spolu s otcem na různých dílech, především v Plzni, např. sochařská výzdoba morového sloupu na náměstí Republiky v Plzni. Tovaryšskou cestu podnikl do Itálie, Bavorska a Rakouska, kde v Salcburku získal v Donnerově dílně mramorářskou zručnost a technickou jistotu. První doložená zakázka pochází z roku 1736, jednalo se o výzdobu interiéru kostela sv. Vojtěcha ve Vejprnicích. K jeho nejvýznamnějším dílům patří výzdoba kostela sv. Havla v Poříčí nad Sázavou, sochařská výzdoba interiéru a ohradní zdi kostela sv. Václava v Žinkovech či jezdecká socha sv. Jiří v boji s drakem u zámku v Křimicích. Sám sebe údajně zpodobnil ve tváři hříšníka doprovázejícího řezbu sv. Libora z hlavního oltáře kostela v Poříčí nad Sázavou. Zemřel 29. ledna 1769 na zámku v Křimicích. O dva dny později byl pochován u farního kostela ve Vejprnicích (hřbitov byl později zrušen a náhrobek odstraněn). Widemann tvořil ve stylu Brokoffově, častým zadavatelem jeho děl byl František Václav hrabě z Vrtby, pro něhož zhotovoval díla z pískovce, alabastru a slonoviny.

## Dílo

### Díla v rámci dílny otce Kristiána Widemanna
- 1714 – doplnění sochařské výzdoby Mariánského sloupu Kristiána W. z let 1680–1681, náměstí Republiky, Plzeň (sv. Petr z Alcantary, sv. Barbora a sv. František Xaverský)
- 1714 – část sochařské výzdoby Mariánského sloupu, Písek, (sv. Vavřinec, sv. František Xaverský a sv. Máří Magdalena, ostatní sochy jsou dílem Kristiána W.)
- kolem 1720 – řezby sv. Anny Samotřetí a sv. Barbory na konzolách v kostele sv. Petra a Pavla v Líšťanech (dílo Kristiána W. zřejmě s podílem syna Lazara)
- 1718–1719 – sochařská výzdoba portálu s postavami atlantů na severní straně zámku Příchovice (dílo zřejmě Kristiána W., levý atlant asi dílem syna Lazara)
- kolem 1720 – socha sv. Jana Nepomuckého na mostě přes Mži ve Stříbře (na místě kopie, nejisté autorství, dílo zřejmě Kristiána W.)

### Samostatné práce
- kolem 1728–1730 – řezbářská a sochařská výzdoba areálu včetně kaple zámku v Dolní Lukavici (nejisté autorství kvůli torzálnímu stavu)
- 1733–1734 – sochařská výzdoba portálu konventu s postavami Herkula a Mucia Scaevoly, klášter Kladruby

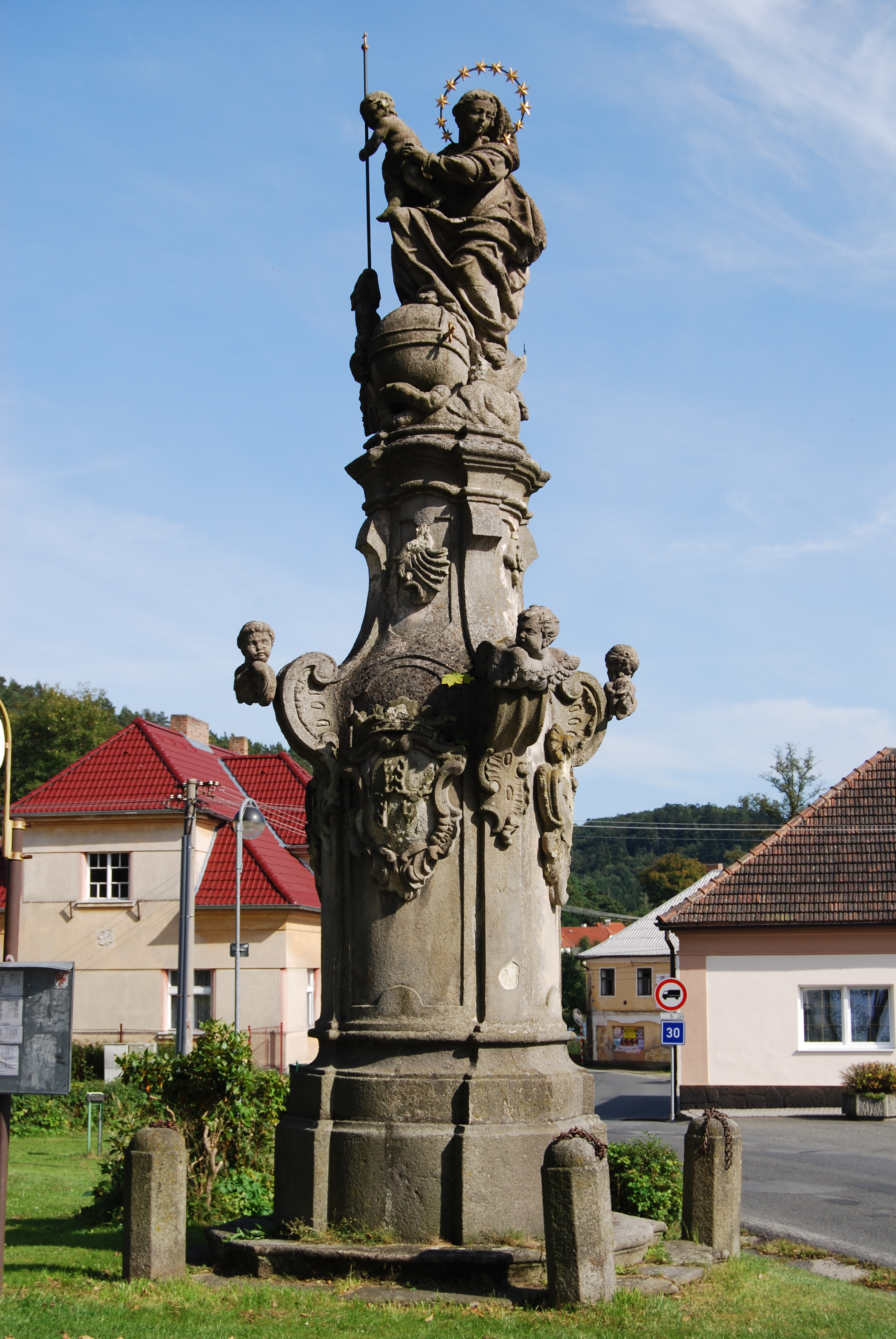
Sloup Immaculaty v Žinkovech

- sochařská a řezbářská výzdoba areálu kostela sv. Vojtěcha ve Vejprnicích
  - 1736–1738 – řezbářské a štukové postavy světců v interiéru
  - 1740 – dvě vázy na ohradní zdi vedle soch sv. Jana Nepomuckého a sv. Václava od otce Kristiána W. z doby kolem 1720 (dílna, značně poškozeno)
  - 1762, 1765, 1767, 1769 – řezby světců na oltářích v interiéru
- Sloup Immaculaty v Žinkovechsochařská a řezbářská výzdoba kostela sv. Václava a náměstí v Žinkovech[3]
  - 1736–1738 – řezby světců na hlavním a bočních oltářích v interiéru
  - kolem 1736 – reliéfy Zavraždění sv. Václava a alianční erb Františka Václav z Vrtby a manželky Marie Terezie, roz. von Steinau na supraportách dvojice portálů (dílna)
  - kolem 1768 – řezby světců na ostatních oltářích v interiéru
  - 1768 – sochařská výzdoba s postavami světců a vázami na ohradní zdi
  - 1768 – socha Immaculaty na náměstí
- kolem 1735–1745 – řezbářská výzdoba oltářů v kostele sv. Mikuláše ve Slabcích (oltáře pocházejí ze zbořeného kostela dominikánů v Plzni)
- kolem 1735–1745 – řezbářská výzdoba z hlavního oltáře kostela sv. Vavřince v Kožlanech (sochy jsou poškozeny, oltář se nezachoval, pocházel ze zbořeného kostela dominikánů v Plzni)
- kolem 1735 – dvojice řezeb dominikánských světců na hlavním oltáři v bývalém kostele dominikánek sv. Anny v Plzni (nejisté autorství)
- mezi 1735–1740 – řezby světců, Boha Otce a andělů, Městské muzeum a galerie ve Vodňanech (pochází z hlavního oltáře děkanského kostela Narození Panny Marie nahrazeného na konci 19. století)
- asi konec 30. let a 1745 – sochy sv. Jana Nepomuckého, sv. Jana Sarkandera a sv. Judy Tadeáše (1745) na tzv. Saském (Rooseveltově) mostě v Plzni (první dvě sochy nahrazeny kopiemi)[4]
- 1740 a 1762 – sochařská výzdoba Mariánského sloupu, Stříbro (nejisté autorství kvůli nahrazení nebo nepůvodnosti většiny soch)
- 1740 – řezbářská výzdoba kazatelny v bývalém františkánském kostele Nanebevzetí Panny Marie v Plzni
- kolem 1740 – socha sv. Josefa s Ježíškem na nároží domu U Vola, Staroměstské náměstí, PrahaInteriér kostela v Poříčí nad Sázavou

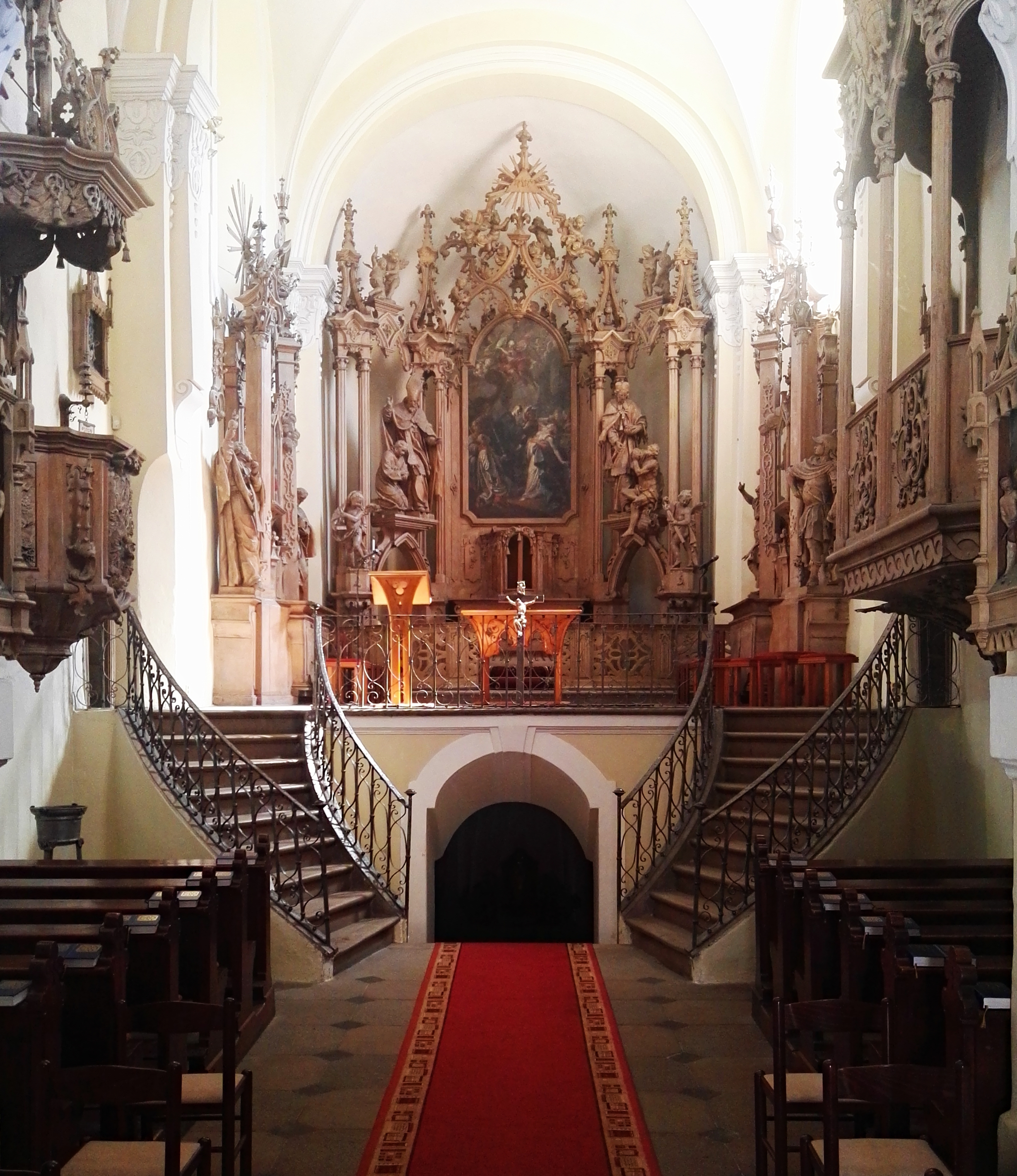
Interiér kostela v Poříčí nad Sázavou

- kolem 1745–1750 – řezbářská výzdoba oltářů, kazatelny a oratoří kostela sv. Havla v Poříčí nad Sázavou
- kolem 1747 – řezbářská výzdoba Velké jídelny a zámecké kaple sv. Jiljí na Konopišti (výzdoba kaple byla v souvislostí úpravami na konci 19. století rozebrána a její části se nachází porůznu v zámecké budově, výzdoba jídelny nedochovala)
- kolem 1765 – řezbářská výzdoba oltáře sv. Kříže v presbytáři katedrály sv. Bartoloměje v Plzni (pouze sochy Panny Marie a sv. Jana Evangelisty, socha Krista je asi starší)
- kolem 1750–1760 – řezbářská výzdoba interiéru kostela sv. Jakuba v Ledcích
- 1768–1770 – řezbářská výzdoba hlavního oltáře kostela Všech svatých ve Stříbře (dokončeno sochařem Václavem Herscherem z Manětína)

#### Výzdoba vsi Křimice pro Františka Václava z Vrtby
- kolem 1720 – sochařská výzdoba pilířů brány čestného dvora zámku s postavami osmi římských božstev (nejisté autorství, dílo dílny zřejmě s podílem Kristiána W.)
- kolem 1730 – socha sv. Jana Nepomuckého u Záhorského jezu
- kolem 1740 – socha sv. Vincence Ferrerského (nejisté autorství, torzální stav, původně u statku čp. 3, nyní depozitář)
- 1742 – sousoší sv. Jana Nepomuckého udílející almužnu (původně na starém mostě, torzální stav, nyní depozitář)
- kolem 1730–1740 – řezbářská výzdoba zámecké kaple Povýšení sv. Kříže
- kolem 1745 – dvojice hermovek v podobě tureckých zajatců držící balkon na jižním průčelí zámku
- kolem 1745 – sousoší Piety před čestným dvorem zámku
- 1746 – jezdecké sousoší sv. Jiří bojující s drakem na čestném nádvoří zámkuZahradní portál Křimického zámku

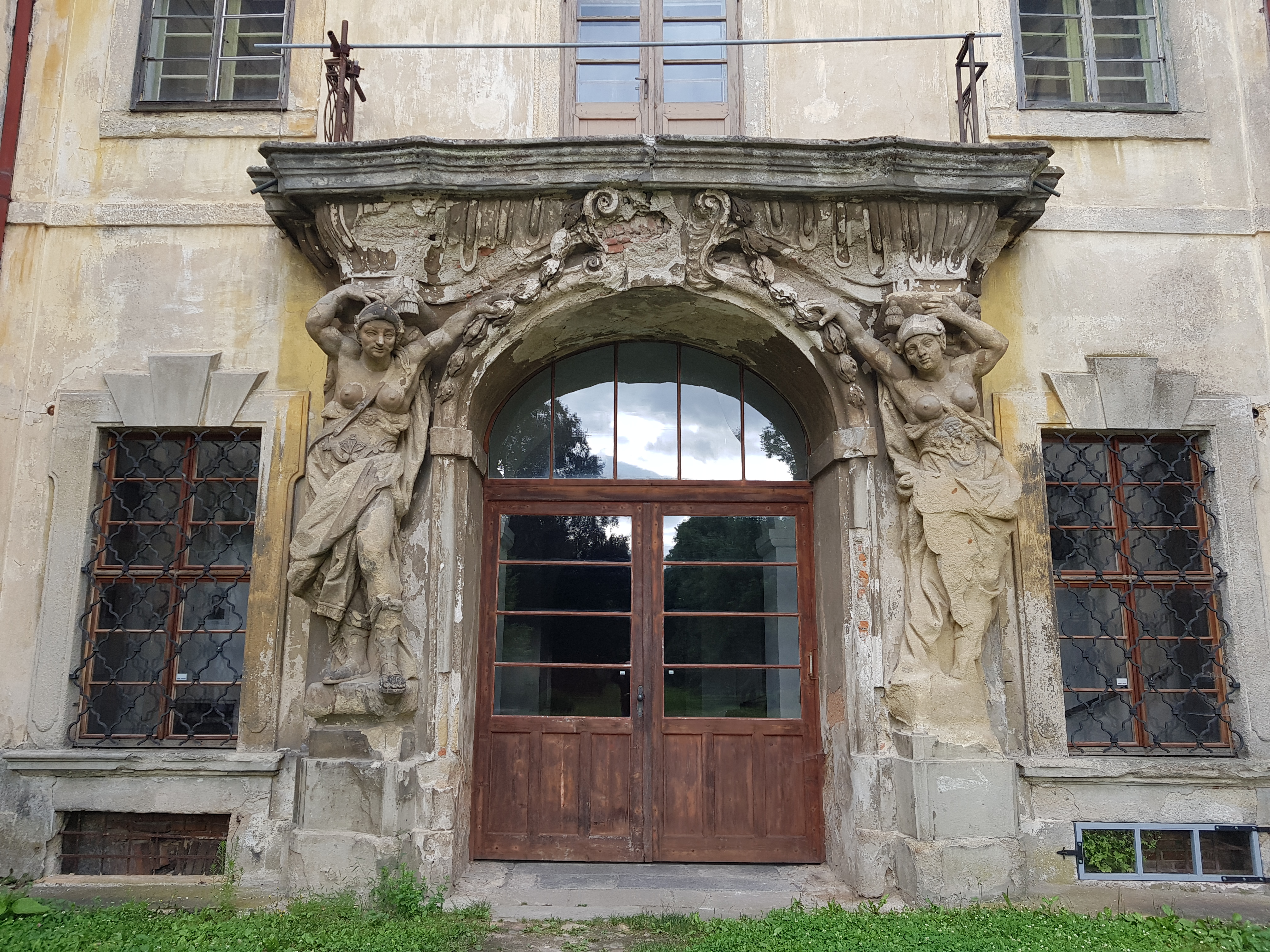
Zahradní portál Křimického zámku

- kolem 1745 – sochařská výzdoba s postavami Amazonek na západním portálu zámku
- kolem 1750 – šestice sochy mytologický postav na pilířích brány ohradní zdi na západním konci zámeckého parku (nejisté autorství kvůli torzálnímu stavu, Judita?, Ceres?, Minerva?, Vesta?, Apollón, Saturn)
- kolem 1750 – dvojice soch říčních božstev na pilířích severní ohradní zdi zámeckého parku (zřejmě dílenská práce)
- kolem 1750 – sochařská výzdoba ohradní zdi zámku s postavami puttů (nejisté autorství kvůli torzálnímu stavu nebo nepůvodnosti soch)